# Günter und Luise Auferbauer
Günter Auferbauer (* 15. Juni 1940 in Graz, Steiermark; † 23. April 2025 ebenda) und Luise Auferbauer (* 1942 in Rothleiten, Steiermark) waren ein österreichisches Bergsteiger- und Autorenehepaar. Die freiberufliche Autorengemeinschaft Günter und Luise Auferbauer wurde mit dem Verfassen von Alpinliteratur bekannt.

## Leben
Der 1940 in Graz geborene Günter Auferbauer arbeitete zunächst als Schriftsetzer bei der Druckerei Ploetz. Von 1968 bis 1970 war er Landessekretär der Naturfreunde Steiermark und – nach dem Besuch einer Abendschule – von 1972 bis 1980 Geschäftsführer der Sektion Graz des Österreichischen Alpenvereins (ÖAV). Zwischen 1981 und 1992 arbeitete er als Bankbeamter bei Raiffeisen.
Bereits 1960 lernte Auferbauer bei einer Besteigung des Matterhorns seine spätere Ehefrau Luise kennen und bildete mit ihr eine Seilschaft. Nachdem er in der Schweiz geblieben und sie nach Österreich zurückgekehrt war, stellten sie den Kontakt zueinander wieder her und bestiegen am 22. August 1963 gemeinsam den Mont Blanc. In den folgenden sechs Jahrzehnten unternahm das Paar zahlreiche Touren innerhalb und außerhalb von Österreich, neben Wanderungen in den Ost- und Westalpen auch eine Durchquerung der Pyrenäen vom Atlantik zum Mittelmeer, Trekkingtouren im Himalaya und eine Umrundung des Kailash. 1970 begannen die beiden, ihre Erfahrungen in schriftlicher Form zu publizieren. Auf diese Weise entstanden über 40 Bücher sowie mehr als 1500 Reportagen, Zeitungs- und Zeitschriftenartikel. Das Hauptaugenmerk der seit 1992 freiberuflichen Autorengemeinschaft Günter und Luise Auferbauer galt ihrem Heimatbundesland Steiermark, wobei sie sich nicht auf Wanderführer beschränkten, sondern auch Rad- und Skitouren verarbeiteten. Neben zahlreichen Tourenempfehlungen verfassten die Auferbauers auch Beiträge zu alpinhistorischen Themen, etwa über die erste Winterbesteigung des Hohen Dachsteins durch Friedrich Simony oder die Erstdurchsteigung der Dachstein-Südwand im Jahr 1909.
Im November 2021 erlitt Günter Auferbauer bei einem Radunfall eine Nervenverletzung, die zu einer Störung der Feinmotorik in der rechten Hand führte. Er starb Ende April 2025 im Alter von 84 Jahren nach kurzer, schwerer Krankheit in seiner Heimatstadt Graz. Er hinterlässt seine Ehefrau und Mitautorin Luise, einen Sohn und eine Tochter.

## Bibliografie (Auswahl)
- Alpenvereins-Skiführer Ostalpen Band 4. Zwischen Hafnergruppe und Seckauer Tauern. Bergverlag Rother, München 1986, ISBN 978-3-7633-5222-7, 240 S.
- Alpenvereins-Skiführer Ostalpen Band 5. Zwischen Gesäuse und Schneeberg. Bergverlag Rother, München 1987, ISBN 978-3-7633-5225-8, 282 S.
- Alpenvereinsführer Hochschwab. 3. Auflage, Bergverlag Rother, München 1990, ISBN 978-3-7633-1261-0, 576 S.
- Pyrenäen. Hrsg. von Bruno Baumann, Bruckmann, München 1995, ISBN 978-3-7654-2783-1, 254 S.
- Schitourenparadies Steiermark. 100 Tourenvorschläge vom Gletscher bis ins Weinland. Styria, Graz 1997, ISBN 978-3-222-12608-6, 254 S.
- Bergtourenparadies Österreich. 60 Touren-Gebiete vom Dachstein bis zum Arlberg. Styria, Graz 1999, ISBN 978-3-222-12710-6, 360 S.
- Grazer Hausberge mit Mur- und Mürztal. Bergverlag Rother, München 2000, ISBN 978-3-7633-4292-1, 141 S.
- Bergtourenparadies Steiermark. Alle 2000er vom Dachstein bis zur Koralpe. Styria, Graz 2000, ISBN 978-3-222-12783-0, 432 S.
- Steiermark. 50 Radtouren für Genießer. Bergverlag Rother, München 2011, ISBN 978-3-7633-5004-9, 136 S.
- Spaziergänge in Graz und Umgebung. Kral, Berndorf 2025, ISBN 978-3-99103-326-4, 208 S.